# Susan Auch
Susan Auch, född den 1 mars 1966 i Winnipeg, Kanada, är en kanadensisk skridskoåkare.
Hon tog OS-silver på damernas 500 meter i samband med de olympiska skridskotävlingarna 1994 i Lillehammer.
Därefter tog hon OS-silver igen på samma distans i samband med de olympiska skridskotävlingarna 1998 i Nagano.